# Udo Lumma
Udo Lumma (* 21. April 1941 in Stargard; † 7. Juni 2006 in Kiel) war ein deutscher Politiker (SPD).

## Leben
Lumma wurde in Pommern geboren. Noch vor seinem Abitur 1962 am Carl-Jacob-Burckhardt-Gymnasium in Lübeck trat er 1961 der SPD bei. Er studierte bis 1965 an der Pädagogischen Hochschule in Kiel und war dort von 1963 bis 1965 Vorsitzender des Sozialdemokratischen Hochschulbunds. Er war stellvertretender Kreisvorsitzender der Jungsozialisten in Lübeck und 1969 bis 1971 Kreisvorsitzender im Kreis Herzogtum Lauenburg. 1965/1966 leistete er seinen Wehrdienst ab. 1966 schloss er sich der Gewerkschaft Erziehung und Wissenschaft an und trat seine erste Stelle als Lehrer an; ab 1968 unterrichtete er an der Hauptschule Schäferkamp in Mölln.

## Politik
Ab 1970 gehörte Lumma dem Kreistag des Kreises Herzogtum Lauenburg an, war von 1974 bis 1990 Vorsitzender der SPD-Kreistagsfraktion und von 1974 bis 1981 Erster stellvertretender Kreispräsident.
Im November 1982 rückte Lumma für Ernst-Wilhelm Stojan in den Landtag Schleswig-Holsteins nach. 1983 wurde er über die SPD-Landesliste in den Landtag gewählt. 1988 errang er das Direktmandat im Landtagswahlkreis Lauenburg-Süd. Er gehörte dem Landtag bis 1992 an. Er war Mitglied mehrerer Ausschüsse, darunter im Agrar- und Umweltschutzausschuss und im Rechtsausschuss. Von 1983 bis 1987 und von 1988 bis 1992 war er im Landeswahlausschuss vertreten.
Landtagspräsident Martin Kayenburg erklärte nach Lummas Tod im Juni 2006, dieser habe „die Politik im Kreis Herzogtum Lauenburg über nahezu zwei Jahrzehnte maßgeblich mitbestimmt“ und sich im Landtag „mit ganzer Energie insbesondere in der Agrar- und Umweltpolitik sowie in der Innen- und Rechtspolitik“ eingebracht.

## Weitere Mitgliedschaften
Udo Lumma gehörte unter anderem der Arbeiterwohlfahrt, dem Arbeiter-Samariter-Bund und der A.-Paul-Weber-Gesellschaft an.

## Auszeichnungen
- Freiherr-vom-Stein-Medaille
- 1992: Bundesverdienstkreuz am Bande